# Gamarra Moda Plaza
Gamarra Moda Plaza —o simplemente Gama— es un centro comercial ubicado entre la avenida Aviación, y los jirones Bélgica y Agustín Gamarra, en el distrito de La Victoria, ciudad de Lima, capital del Perú. Es administrado, y a la vez, es propiedad de Inversiones Gamarra Plaza S.A.C.. Inició su construcción en 2014 y finalizó en 2017, su apertura se dio a principios de 2018. Constituye un área arrendable de 90,000 m² y es uno de los primeros malls modernos del distrito de La Victoria.
La Victoria cuenta con la existencia del Emporio Comercial de Gamarra, en donde se reúnen gran cantidad de comerciantes de todas las clases y el movimiento económico, siendo uno de los más grandes del país. Los propios inversores del centro comercial iniciaron sus negocios en algunos sectores del Emporio.

## Historia
La empresa, formalmente, anunció la intención de crear un centro comercial en 2011. En 2014, iniciaron la demolición para la construcción. Ese mismo año, Falabella y Ripley confirmaron estar en conversaciones con los inversores del mall.
En octubre de 2015, Diario Gestión reafirmó el proyecto explicando que costará 435 millones de soles. Según en palabras de los propios inversionistas, la fusión de los estilos de comercio clásico de Gamarra con el retail servirá para «dar un mejor servicio a los consumidores».

## Tiendas

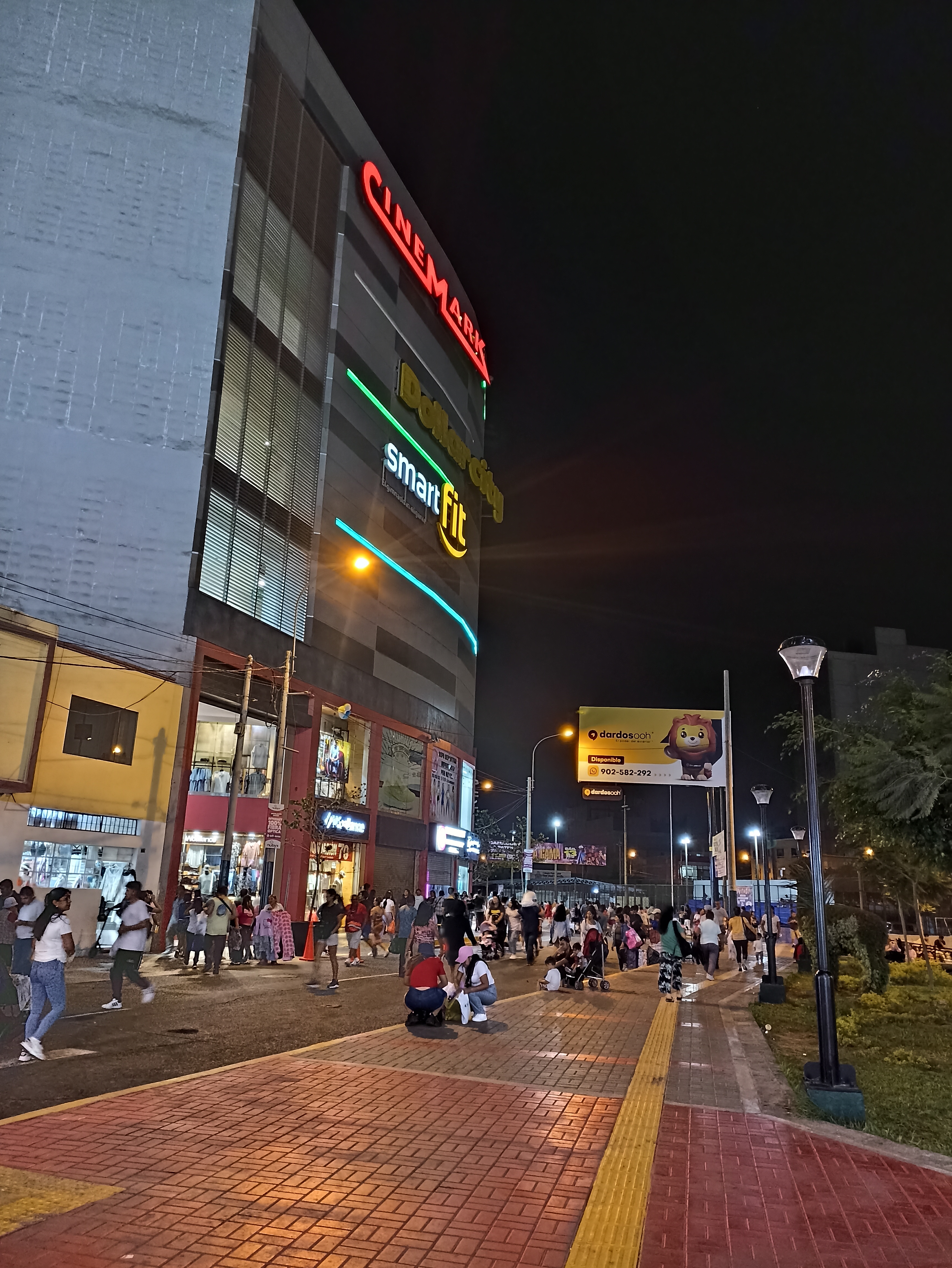
Cinemark en Gamarra

En la actualidad, cuenta con puestos de tiendas de ropa, supermercados, cines, centro bancario y patio de comida. Además, se tiene programado la apertura de 2.300 locales de tiendas, según anuncio oficial:
- Falabella (en conversaciones)

- Ripley (en conversaciones)
- Cinemark
- Interbank
- Juan Valdez
- Metro